# Motorama
Motorama is een postpunkband afkomstig uit Rostov aan de Don, Rusland. De band werd opgericht in 2005 en werd zeker in haar beginjaren veelvuldig vergeleken met Joy Division. De band, wier muziek in het Engels gezongen wordt, heeft naast populariteit in thuisland Rusland een substantiële fanschare weten op te bouwen in Europa, Latijns-Amerika en Azië.
In 2010 startten meerdere leden van de band een project naast Motorama. Onder de naam Utro maken zij Russischtalige muziek.

## Discografie
Studioalbums
- 2010: Alps
- 2012: Calendar
- 2015: Poverty
- 2016: Dialogue
- 2018: Many Nights

Ep's
- 2008: Horse
- 2009: Bear
- 2011: Empty Bed
- 2011: One Moment
- 2013: Eyes
- 2014: She Is There
- 2016: Holy Day